# Juan Antonio Lavalleja
Juan Antonio Lavalleja y de la Torre (Minas, 24 giugno 1784 – Montevideo, 22 ottobre 1853) è stato un politico uruguaiano.
Ha fatto parte del Triumvirato di governo assieme a Fructuoso Rivera e Venancio Flores dal 25 settembre 1853 al 22 ottobre 1853.